# Blechnum moorei
Blechnum moorei är en kambräkenväxtart som beskrevs av Carl Frederik Albert Christensen. Blechnum moorei ingår i släktet Blechnum och familjen Blechnaceae. Inga underarter finns listade.

## Bildgalleri

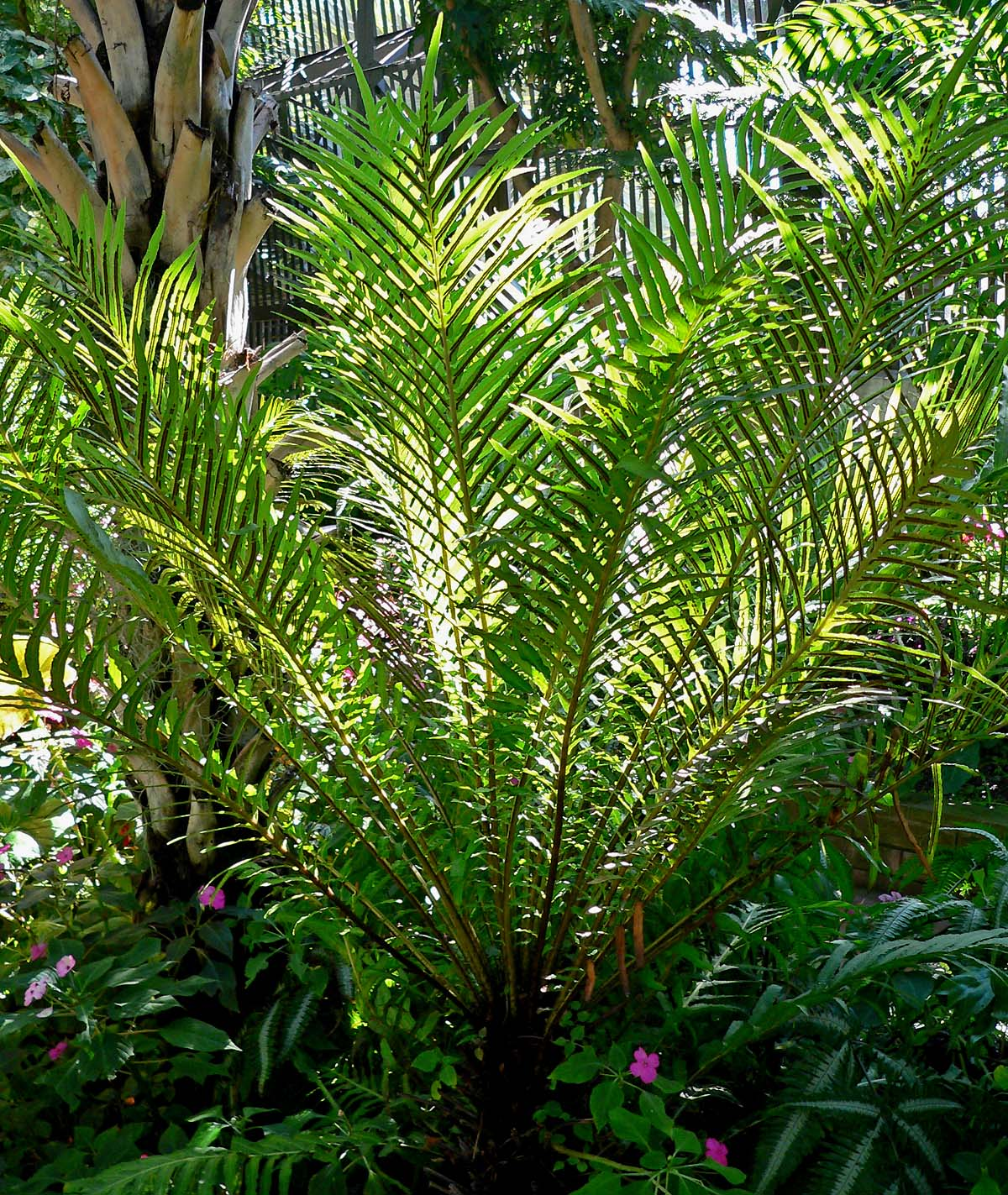
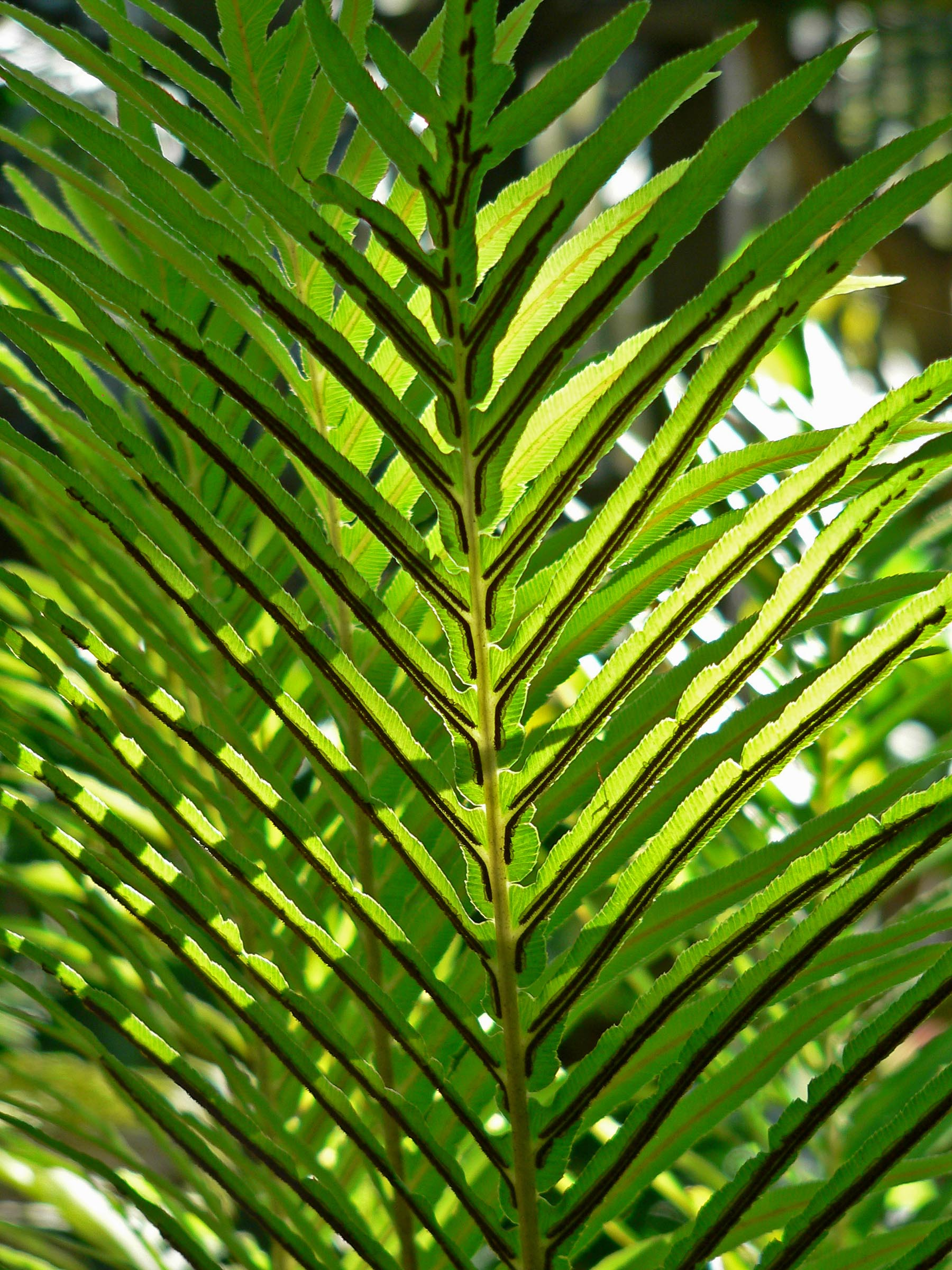
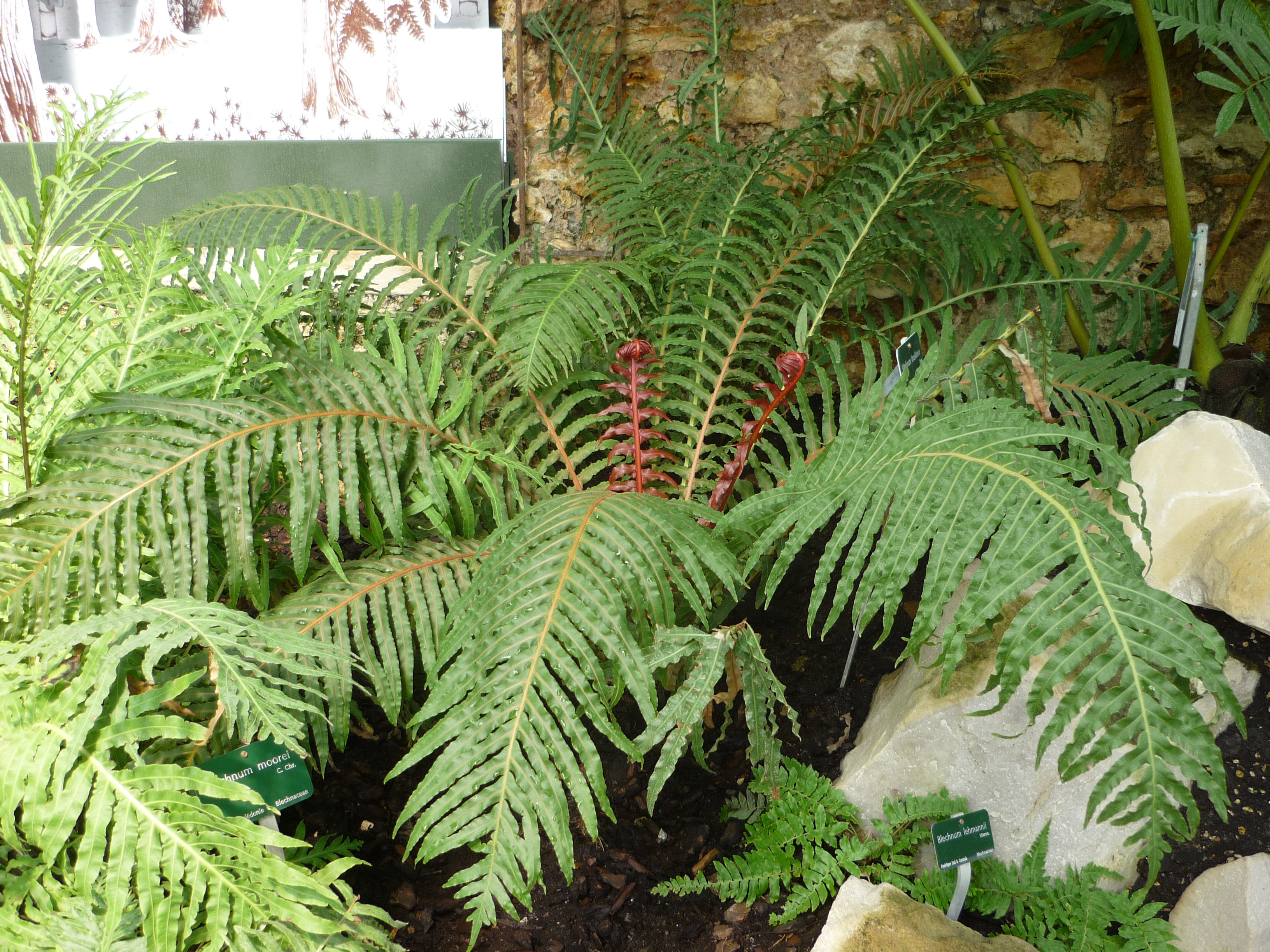
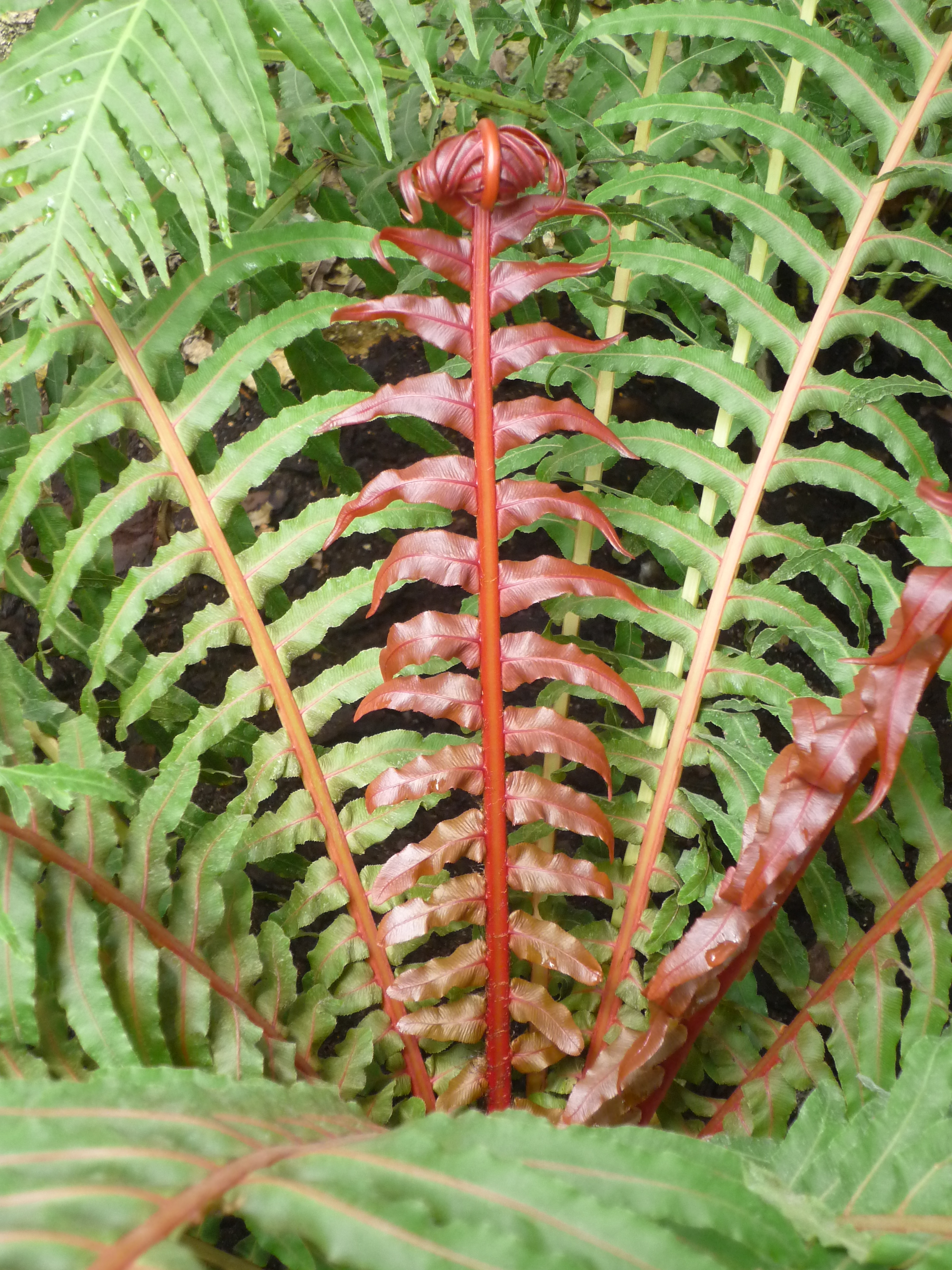
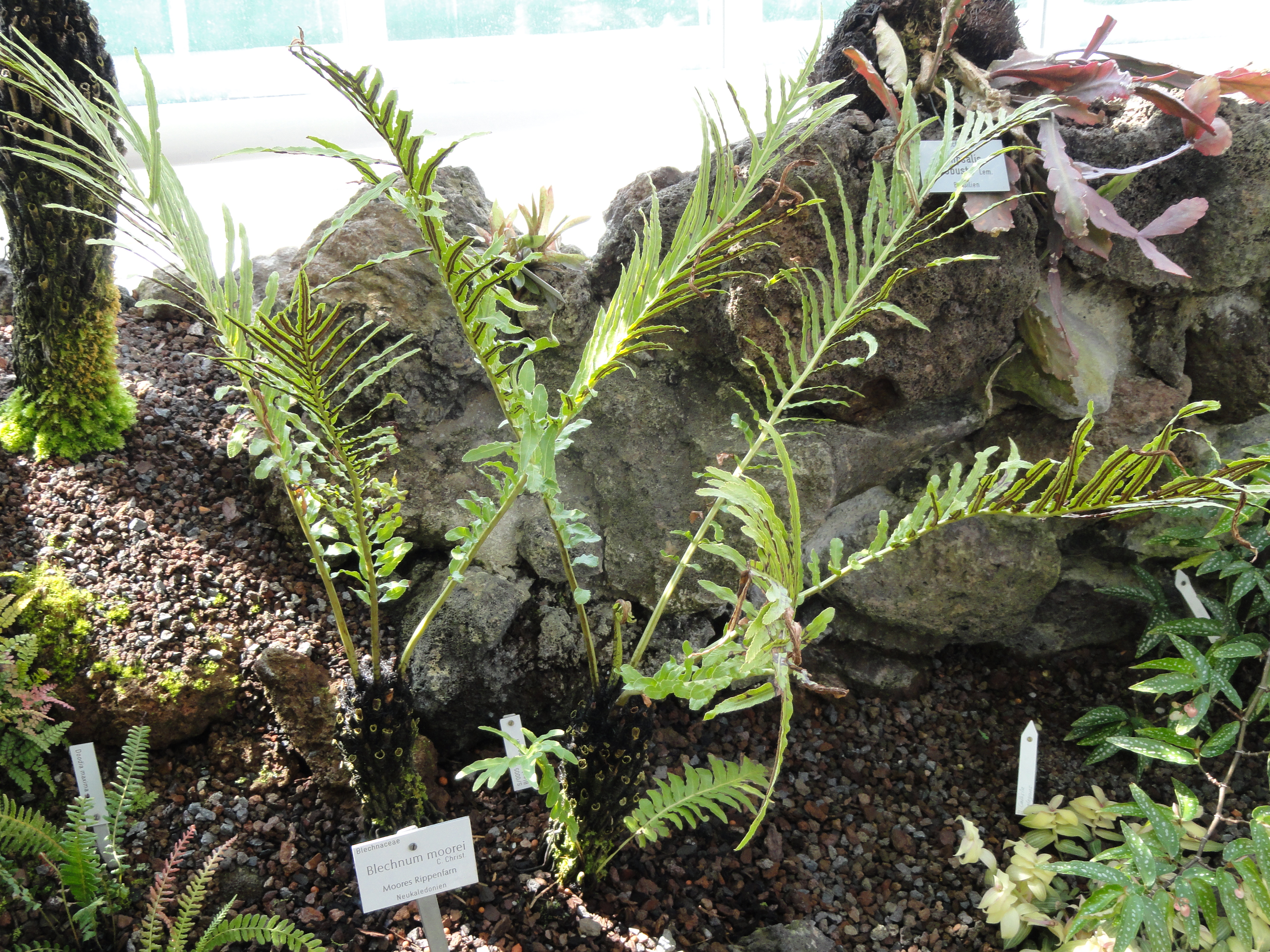
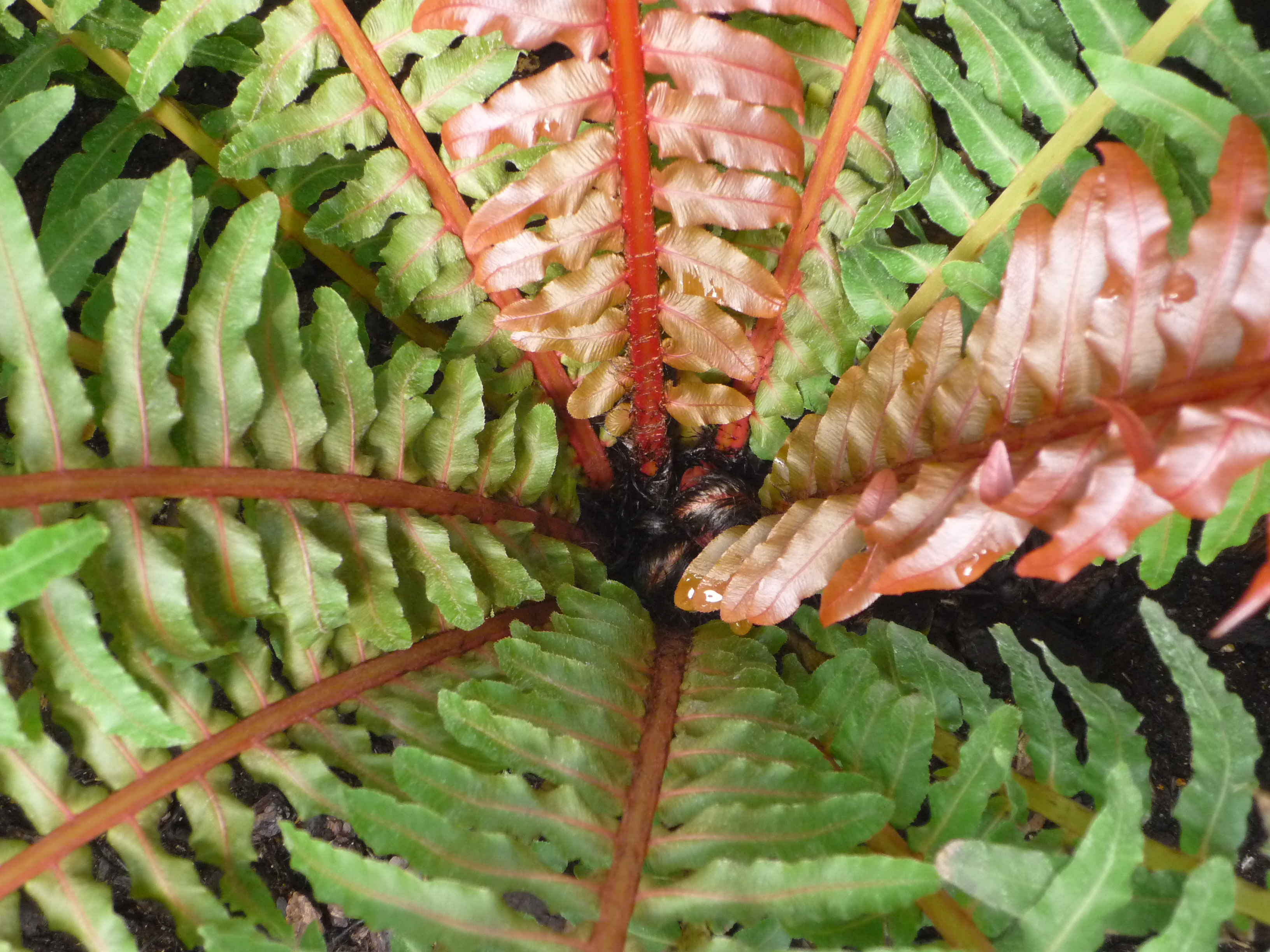